# Эберхард Немецкий
Эберха́рд (Эврард) Неме́цкий (лат. Everardus Alemannus, Everardus Teutonicus, англ. Eberhard (Everard) the German) — немецкий церковный деятель, учёный, грамматист, ритор, магистр наук и поэт XIII века; являлся управляющим кафедральной школой в городе Бремен. Главным его трудом, согласно мнению некоторых учёных, являются «Правила фигур и восьми частей речения, или Грамматики, изложенные латинскими стихами»; в течение двух столетий данный учебник служил единственным элементарным пособием для школ. Другим его важным трудом является латинская поэма «Лабиринт» (лат. Laborinthus, возникло из фразы лат. labor habens intus, где «labor» это «страдание», или от лат. labor в значении «труд»), состоящая из 1005 строк. Этот учебник был посвящён преподаванию грамматики и важным вопросам латинской поэтики и риторики: метру, рифме и, что наиболее важно, различным формам средневекового гекзаметра; рассматривались восемь приёмов амплификации. Начало и конец поэмы — своеобразное «лирическое обрамление» — посвящены описанию участи средневекового школьного учителя. Труд входит в число пяти учебников латинской поэтики, дошедших до нас от высокого средневековья (конец XII — первая половина XIII веков). Примерно его половина — 494 строки — посвящена педагогическим вопросам: из его 1005 строк 238 (11—38, 835—991) раскрывают жалобное положение школьных учителей, ещё 169 строк (84—253) связаны с перечислением семи искусств, 87 — с перечислением авторов, необходимых для изучения. Остальная часть по сути своей является кратким изложением основ стихосложения и стиля, включая в качестве примеров три набора стихов. 
Эдмон Фараль, один из современных редакторов «Лабиринта», в своей книге «Les arts poetiques du XIIe et du XIIIe siecle» (Париж, 1924), являющейся основным изданием латинских грамматик средних веков, на основании строк 945—950 из его произведения делает вывод, что Эберхард Немецкий сначала учился в Париже, а затем в Орлеане. Он же датировал нижнюю границу написания труда периодом не ранее, чем 1208—1213 годы, а верхнюю — не позже 1280 года. Российский литературовед и филолог М. Л. Гаспаров приводит другую датировку — около 1250 года, при этом оставляя её под вопросом.

## Комментарии
1. ↑  Ранее Эберхарда Немецкого часто путали с более ранним автором, Эверардом из Бетюна, и чтобы исправить ситуацию, для обозначения автора труда «Laborinthus» стала использоваться немецкая форма «Эберхард» (нем. Eberhard). См.: James J. Murphy. Rhetoric in the Middle Ages: A History of Rhetorical Theory from Saint Augustine to the Renaissance. Berkeley: University of California Press, 2001. P. 180.